# 賈吉曼尼制度
賈吉曼尼制度是印度教高种姓与低种姓的互动社会制度。

## 制度
这种互动关系是一种还报关系。低种姓为婆罗门工作，婆罗门也为低种姓主祭。这种关系是世袭的，双方不能随意逃避。
这制度在比哈尔邦穆斯林也有。